# スヴェン2世 (デンマーク王)

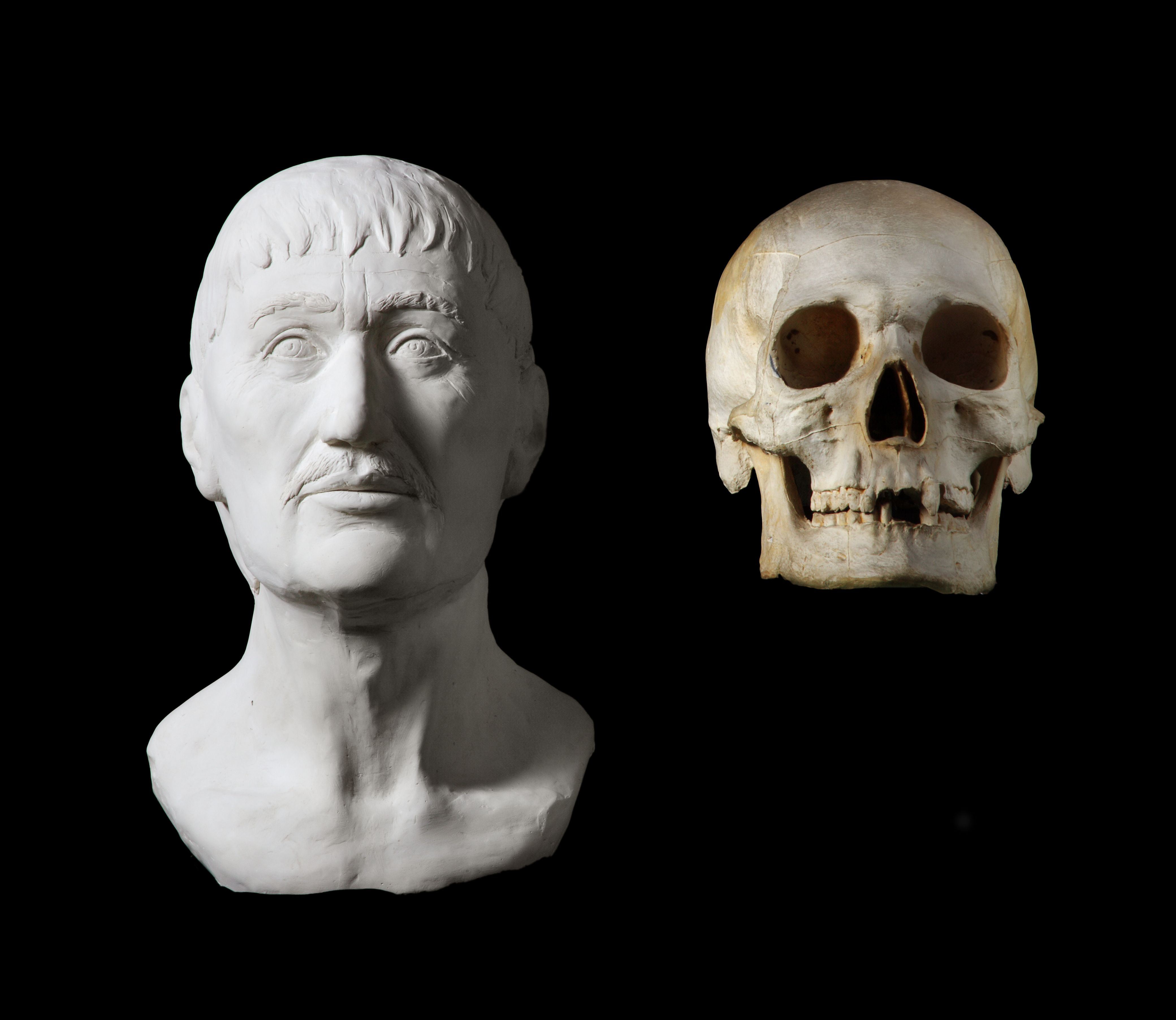
1911年にスヴェン2世の墓を調査した際に取り出した頭蓋骨をもとに作られた胸像

スヴェン2世（デンマーク語：Svend 2.、1019年 - 1076年4月28日）またはスヴェン・エストリズセン（Svend Estridsen）は、エストリズセン家最初のデンマーク王（在位:1047年 - 1076年）で、父はウルフ伯、母はデンマーク王スヴェン1世の娘エストリズ。ハーラル1世の玄孫およびスヴェン1世の孫にあたる。デンマーク王ハーデクヌーズの後継者であったが、1042年のハーデクヌーズの死後、ノルウェー王マグヌス1世に王位を奪われた。それを不満に思ったスヴェンはマグヌス1世に反抗する勢力を味方につけ、反乱を起こした。そして5年後にマグヌスが死ぬと王位に就いた。
即位したスヴェンは多くの木造教会を建て、ローマ教皇との交流を図り、息子クヌーズを使節として送った。そして教会の勢力拡大を狙った。
スヴェン2世は生涯で2回結婚するが、2度目の結婚によりもうけた子は早世し、彼の死後王位は庶子ハーラル3世が継いだ。

## 生涯

### 王位継承
スヴェン2世は1019年にイングランドで誕生した。父はデンマーク貴族ウルフ・ソリグリソン、母はエストリズ・スヴェンスダッタで、エストリズはスヴェン双叉髭王の娘でありクヌート大王の妹であった。スヴェンは立派な軍事指揮官として育てられ、一時はスウェーデン王アーヌンド・ヤーコブに仕えていたという。1040年にはエルベ川・ヴェーザー川の河口付近を襲撃したが、ハンブルク＝ブレーメン大司教に捕縛された。彼はその後すぐに釈放された。
スヴェンはその後、クヌート大王の息子で当時のデンマーク王であるハーデクヌーズからヤールに任命され、ハーデクヌーズ王の名のもとでノルウェー遠征を敢行した。が、スヴェンの遠征は失敗に終わり、スヴェン率いるデンマーク軍はノルウェー王マグヌスに打ち破られた。1042年、ハーデクヌーズ王が崩御し、マグヌス王はハーデクヌーズとの協定を盾にデンマーク王位を要求し、スヴェンをユトランド半島の領主に任じた。1043年、スヴェンはマグヌス王のもとでヴェンド人らと戦い、9月28日にはヘーゼビュー近郊でヴェンド人の大軍と戦った。この戦いでノルウェー・デンマーク連合軍は15,000人のヴェンド人を打ち倒したとされ、スヴェンの名声は広く行き渡った。そしてスヴェンはこの名声をもとに多くのデンマーク人貴族の信任を集め、ユトランド半島のヴィボーにてスヴェン2世としてデンマーク王位を授けられた。これに反発したマグヌス王はスヴェン2世を何度も打ち破り、スヴェン2世はスウェーデンへの撤退を強いられた。結局、スヴェン2世はスコーネ地方に拠点を築くことに成功し、これをデンマーク王位奪還の足掛かりとした。
マグヌスとスヴェンによるデンマーク王位を巡る争いは、マグヌスの叔父ハーラル・シグルズソンが亡命先からノルウェーに帰還するまで続いた。1045年、ハーラル・シグルズソンが亡命先のキエフ公国からはるばる帰還すると、スヴェン2世は彼と手を組んでマグヌス1世と対峙した。叔父と戦火を交えるのを良しとしなかったマグヌスは、ノルウェー王国を叔父と共同統治する形でハーラルと講和した。1047年、マグヌス1世が亡くなった。マグヌスは遺言として、ノルウェー王位を叔父のハーラルに譲り、デンマーク王位を仇敵スヴェン2世に譲渡した。マグヌスが死去したとの報を受けたスヴェンは、『神よ、吾を助け給え。我は2度とデンマークを明け渡さないことを誓う。』と言ったという。

### ハーラル苛烈王との争い
ノルウェー王ハーラル・シグルズソン（ハーラル3世苛烈王）はデンマーク王位への野望を捨てきれず、スヴェン2世統治下のデンマーク王国に対して攻撃を仕掛け、長い間戦い続けた。1050年にはヘーゼビューを襲撃し、オーフスをも略奪した。この際、スヴェン2世はハーラルを捕縛寸前まで追い詰めた。ハーラルが襲撃後掠奪品を船に乗せている最中、スヴェン2世はハーラル軍に攻撃を仕掛けた。スヴェン2世の艦隊はハーラル軍に追いつきかけたが、ハーラルは略奪品を海に投げ落として逃げようとした。スヴェン2世が海に浮かぶ略奪品を回収するために自身の追撃をやめるだろうと考えたからだ。しかしスヴェンはぷかぷか浮かぶ戦利品を無視してハーラル艦隊を追撃するよう命じた。ハーラルは次に先の掠奪で拉致した捕虜を海に投げ落とした。スヴェンは海に投げ落とされた捕虜のためにハーラル艦隊の追撃をやめ、ハーラルを逃した。1062年、ハーラルとスヴェンはハッランド地方沖にて会戦した。サガによると、この戦いは長きにわたるハーラルとスヴェンの争いにおける最後の、かつ最も凄惨な戦いとなった。スヴェン王率いるデンマーク艦隊が戦場に現れなかったため、ハーラルは自身の艦隊の大半を母国に帰還させ、精鋭部隊のみを戦場に残して自身は戦場でデンマーク軍の到着を待ち構えていた。それゆえに約300隻からなるデンマーク艦隊が姿を現した際、ハーラルのもとには軍船が150隻しか残っていなかった。両艦隊は夜中に遭遇し、夜が明けるまで戦い続けた。そして翌朝、デンマーク艦隊が潰走した。サガによると、ノルウェー貴族ハーコン・アイヴァーソンの活躍がノルウェーを勝利に導いたとされる。ハーコンは自身の艦隊をノルウェー艦隊の戦列から離脱させ、疲弊したデンマーク戦列の側面を攻撃することでデンマーク艦隊を撃破したという。また戦闘時に潮流がノルウェー艦隊に利したとも言われている。スヴェンは這々の体で戦線離脱し、近くの陸地に上陸。逃走途中にとある農民の家を訪問し、食事の提供を求めた。『夜中のあの騒ぎはなんだい？』その家の女は言った。『一晩中2人の王が戦っていたのを知らないのですか？』スヴェン王の付き人は言った。『ふぅん、で、どちらが勝ったんだい？』女は言った。『ノルウェーです。』付き人は答えた。『なんて恥ずかしい王なこった。びっこひいてる上に臆病者だなんて！』女は言った。『デーンの王が臆病者だなんてことは決してあり得ない！デーンの王はただ幸運に恵まれなかっただけだ！ 』王の者は言った。やり取りの後、その家の召使いが王の一行に対して、体を拭うための水とタオルを渡した。スヴェン王がタオルで手を拭いていると、農家の女は王からそのタオルを奪い取って言った。『自分のためだけにそのタオルを丸ごと使うなんて！恥を知りな！』そう言って女は激怒した。王は答えた。『いつか、私がそのタオルを丸ごと使うのを許可してもらう日が来るだろう。』と。その後、その農家の女の夫が王たちに馬を提供し、王は馬に乗ってジーランドに向けて旅立った。
その後、王はその農家をジーランドに招き、王を救った見返りに土地を下賜された。しかし、王にきつくあたった女はハッランドに留め置かれたという。スヴェン王はその気前の良さと優しい性格で名声を得て、そのおかげで臣民からよく信頼された。そして1064年、長期間争い続けたハーラルをノルウェー王ハーラル3世として認めることを条件に、スヴェン王はハーラル3世と講和した。デンマークと講和したハーラル3世はイングランドに遠征し、遠征先で戦死した。

### 権力の一元化

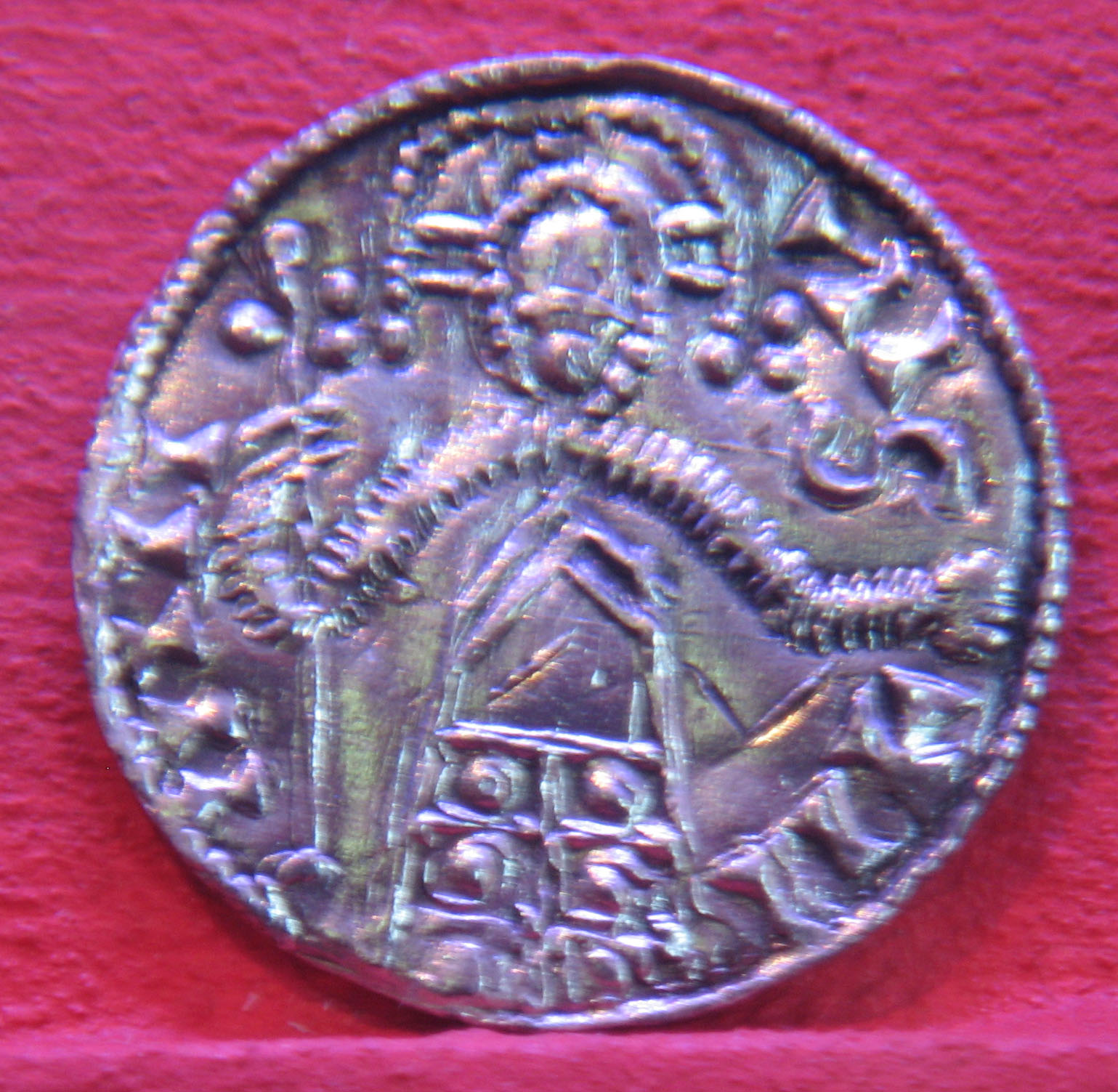
スヴェン2世の名が刻まれたコイン

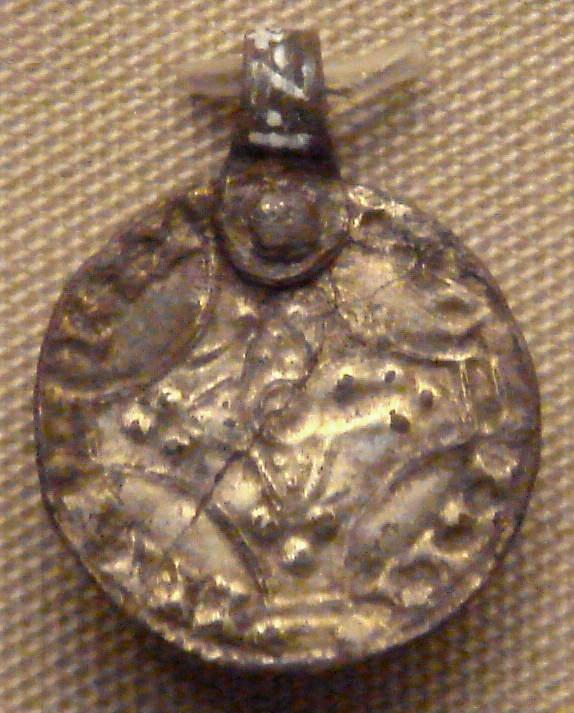
サフォークで発見されたスヴェン王のペンダント（大英博物館所蔵）

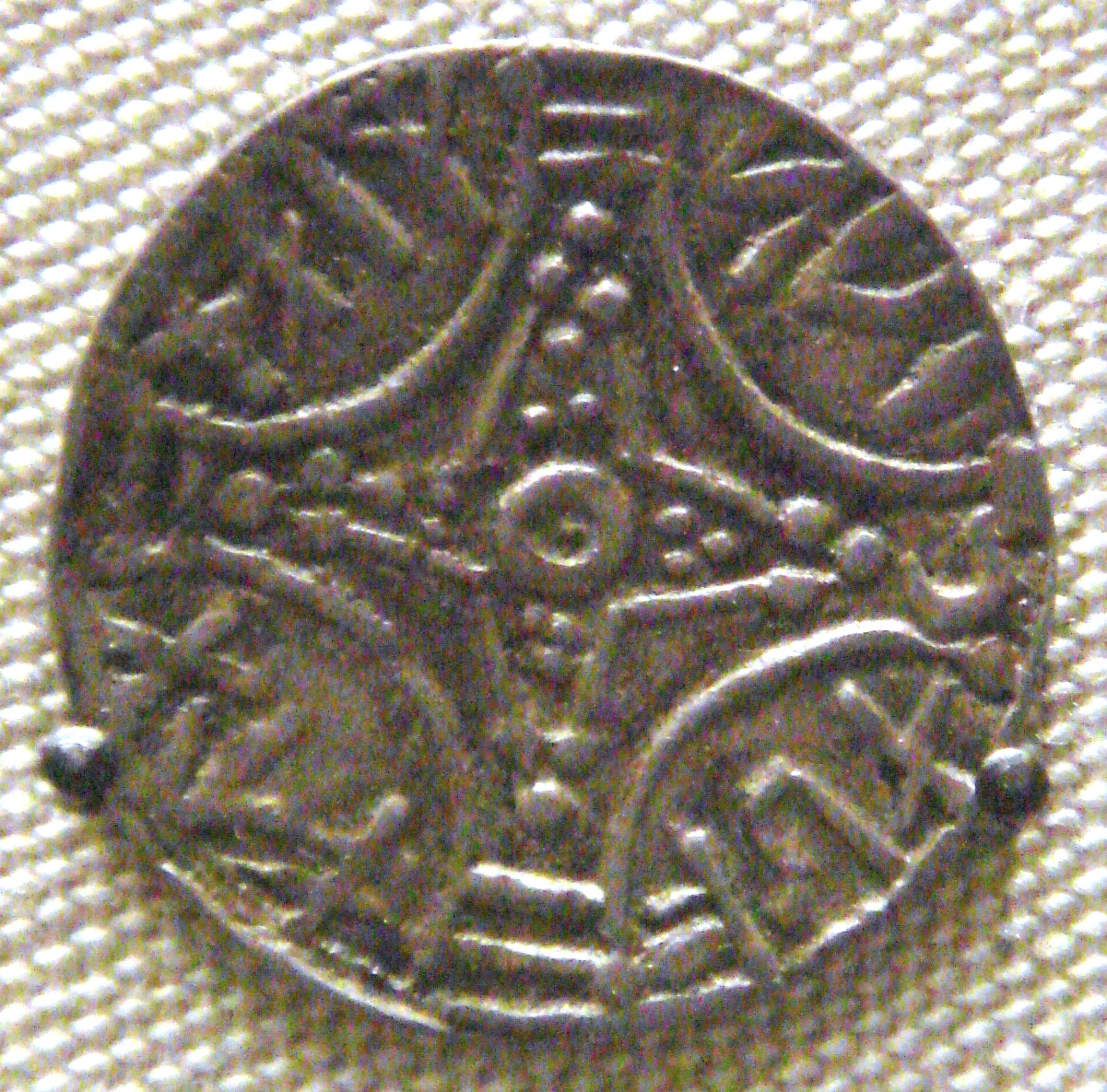
スヴェン王のコイン（大英博物館所蔵）

スヴェン王は彼の母親であるエストリズ・スヴェンスダッタを介してデンマーク王家と繋がっていた。それゆえに、デンマーク王家との繋がりを強調するため彼は母親の名前にちなんだ母姓を名乗った。また彼は自身の名を刻んだ硬貨も鋳造した。
スヴェンは諸外国との関係性のみならず教会勢力をも利用して、国内における自らの権力の一元化をめざした。そしてローマ教皇との関係性も重視した。彼は自分の長子であるクヌーズ・マグヌスが、ローマにて教皇の手で戴冠されるのを望んでいたが、クヌーズはローマにたどり着く前に道中で亡くなった。また彼は、デンマークをキリスト教化した最初の国王であるハーラル青歯王の聖化も望んでいたが、それは成功しなかった。スヴェン王はフランドル伯ボードゥアン5世という共通の敵を持つ神聖ローマ皇帝ハインリヒ3世と同盟を締結した。また1057年には、彼は義子のオボトリート族長ゴットシャルクが現地の内戦に巻き込まれた際に彼を支援した。
ハーラル苛烈王がイングランドで戦死し、イングランド王国がウィリアム征服王により征服されたのち、スヴェン王はイングランドに目を向けた。彼の叔父であるクヌート大王がかつて統治していた地であったからだ。ノルマン人の遠征を生き残った最後のサクソン人の王族エドガー・アシリングに同調したスヴェン王は1069年、イングランド王国に軍を派遣し、ウィリアム王を攻撃した。その後デンマーク軍はヨークを征服したものの、ウィリアム王から提案されたデーンゲルドに満足したスヴェン王はエドガーを見捨てて軍勢を撤収した。見限られたエドガーはスコットランドに亡命した。スヴェン王はその後も1074/1075年にかけてイングランド遠征を行ったが、それも失敗に終わった。

### 教会との関係
スヴェン王は、当時近隣で精力的に教会影響力を拡大していたブレーメン大司教アーダルベルトがデンマーク教会の上層部をドイツ人で埋め尽くすことを恐れ、イングランド・デーン人系の聖職関係者をかき集めて、デンマーク教会の独立を維持した。1060年頃、スヴェン王の影響力の下 、デンマーク王国は8つの司教区に分割された。スヴェン王はそれらの司教区に対して多くの土地を寄進した。特にロスキレ司教区を贔屓にしたという。1072年、アーダルベルト大司教が亡くなったのちは、スヴェン王は司教らを介することなく直接ローマ教皇とやり取りすることができたという。
彼はデンマーク王国に学者らを招き、彼自身や多くの臣民に対してラテン語を教授させた。このおかげで彼らはヨーロッパの他の国々の人々と同じ言語で会話することができるようになった。スヴェン王に謁見した当時の年代記編者ブレーメンのアダムによれば、スヴェン王は冷静でかつ知恵深い王であったとされ、非常に尊敬されていた王であったという。またアダムはスカニア地方だけで300もの木造教会が建築されていることに驚いたとされる。この数はスカニア地方だけで当時の北欧諸国に建てられていた教会数を優に超えていた。

### 王の死
オーベンローから西に10kmほど離れた小ベルト海峡沿いの街でスヴェン王は亡くなった。デンマークの年代記には1074年に亡くなったと記されているが、これは不正確な情報であり、1076年に亡くなったものと考えられている（実際、1075年には手紙のやり取りをしたとの記録が残っている）。王の遺体はロスキレ大聖堂に運び込まれ、聖歌隊席の元に埋葬された。彼の横には生前懇意にしていたVilhelm司教（1074年没）が埋葬されている。彼には15人の子供がいた。そのうち5人がのちにデンマーク王になったことから、スヴェン王は諸王の父と称された。
スヴェン王はデンマークの最後のヴァイキングとしての支配者とされており、その後のデンマーク王の祖先でもある。ロスキレ大聖堂には、他のデンマーク王の遺骨も埋葬されている。サガによると、スヴェン王の母親は礼拝堂の向かいの柱に埋葬されていたとされる。しかし、ミトコンドリアDNAの分析により、その人物は王の母親ではないことが証明された。彼のミトコンドリアDNAはハプログループH, HVR1 7028Cを示したからである。

## 功績
スヴェン王の功績は、自由か束縛かを基準にしていたデンマーク社会を根本的に変えたことである。スヴェンはデンマーク最後のヴァイキング王であると同時に、最初の中世の王とも言われている。体制が強化された教会権力は、土地を所有する貴族と同盟を結び、のちのち王家に対して力を行使し始めるようになり、農民は自活の道を歩むことになった。
スヴェン王は、教会との協力関係を通じて王権の強固な基盤を築いた。そしてハンブルク＝ブレーメンの大司教を介さずにローマ教皇と直接やりとりすることで、デンマーク王国における教区分割を最終的に完了させた。彼の治世下において、王国中に何百もの木造教会が建てられたが、12世紀にはその多くが石造りに改築された。スヴェン王はデンマーク王国の支配下に北欧の大司教区を作ろうと試みた。そしてこの試みは彼の息子のエイリーク1世がそれを達成することとなる。
スヴェン王は読み書きができたようで、個人的な友人であった教皇グレゴリウス7世から特に教養のある君主であると評されている。1070年頃、歴史家アダムに自分の祖先の話をしたことが、9世紀から10世紀にかけてのデンマークとスウェーデンに関する現在の知識の源になっている。

## 家族
スヴェン2世はスウェーデン王アーヌンド・ヤーコブの娘ギーダと最初に結婚した。1050年には、ギーダの義母であるグンヒルド（Gunnhildr Sveinsdóttir）と2度目の結婚をしたが、ハンブルク＝ブレーメン大司教の命によりこの結婚は解消された。またハーラル苛烈王が戦死したのちに、彼の未亡人であるトーラ・トールベルグズドーテル（en）とも結婚した。彼は次から次へと妾を持ち、最低でも20人の子供がいたとされている。しかし、結婚により生まれた嫡出子は1人だけであった。
グンヒルドとの子女:
1. スヴェン・スヴェンソン - 早世[3]

氏名不詳の妾との子女:
1. クヌーズ・マグヌス
2. ハーラル3世（1080年没） - デンマーク王
3. クヌーズ4世（1086年没） - デンマーク王
4. オーロフ1世（1095年没） - デンマーク王
5. エーリク1世（1103年没） - デンマーク王
6. スヴェン・トロンクレーヴァー（en）（1104年没） - スウェーデン王マグヌス2世の祖父
7. ウルフ・スヴェンソン（1104年没）
8. ベネディクト・スヴェンソン（1086年没）
9. ビョルン・スヴェンソン（英語版）（1100年没） - ノルトアルビンギエン公（1099年 - 1100年）[14]
10. ニルス（1134年没） - デンマーク王
11. シグルズ・スヴェンズドッター（英語版）（1066年没） - オボトリート族長ゴットシャルク（英語版）と結婚
12. イングリズ - ノルウェー王オーラヴ3世の王妃
13. スヴェン・コアファ（en）（1097年没） - 十字軍に参加、ブルゴーニュ公ウード1世の娘フロリーヌと結婚。
14. トールギル・スヴェンソン
15. シーグル・スヴェンソン
16. グットルム・スヴェンソン
17. エームン・スヴェンソン
18. グンヒル・スヴェンスダッタ
19. ラグンヒル・スヴェンスダッタ - スヴェイン・アスラクソンと結婚